# William Somerset, III conte di Worcester
William Somerset, III conte di Worcester (1526 – Hackney, 21 febbraio 1589), è stato un nobile inglese.

## Biografia
Era il figlio di Henry Somerset, II conte di Worcester, e della sua seconda moglie Elizabeth Browne. Il 26 novembre 1549, successe al padre come III conte di Worcester.

## Matrimonio
Il 19 maggio 1550, sposò Christina Nord, figlia di Edward Nord, I barone del Nord, e sua moglie Alice Squire. Ebbero tre figli:
- Edward Somerset, IV conte di Worcester (1568 - 3 marzo 1628);
- Elizabeth Somerset, sposò William Windsor, figlio di William Windsor, II barone di Windsor, e di sua moglie Margaret Sambuci;
- Lucy Somerset, sposò Henry Herbert.

Nel 1570 venne investito Cavaliere Ordine della Giarrettiera.

## Morte
Morì il 21 febbraio 1589 nella sua casa di Hackney. Fu sepolto nella Church of St Cadoc, Raglan, Monmouthshire.